# پل میرزا رسول

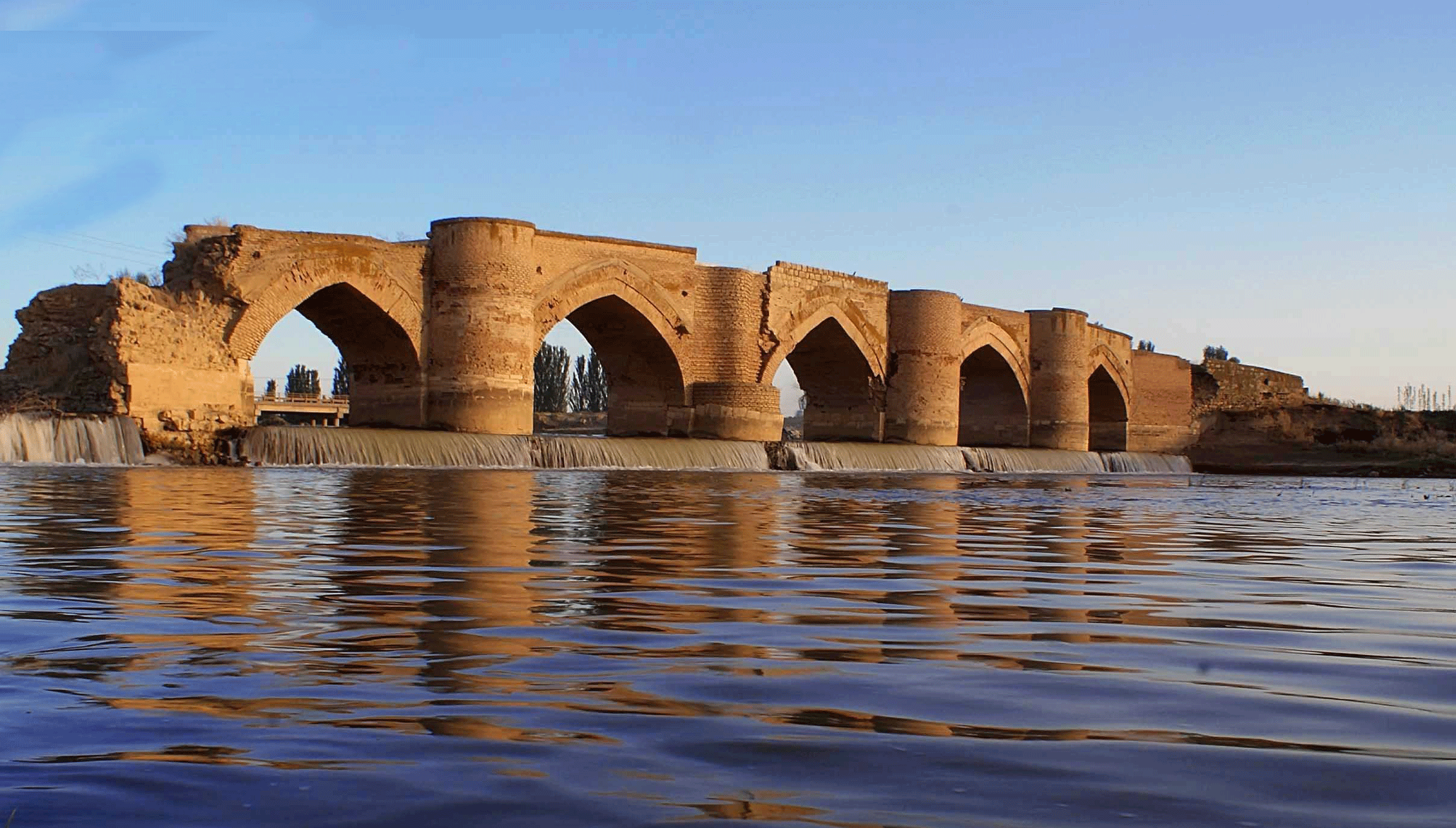
تصویر پل تاریخی میرزا رسول

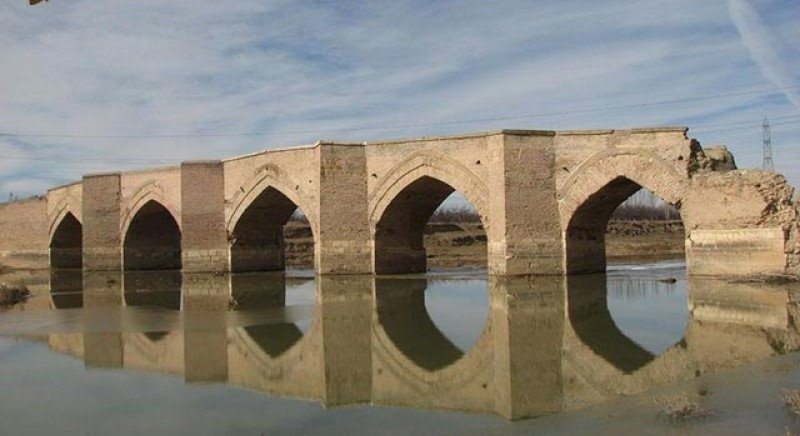
تصویری دیگر پل تاریخی میرزا رسول واقع

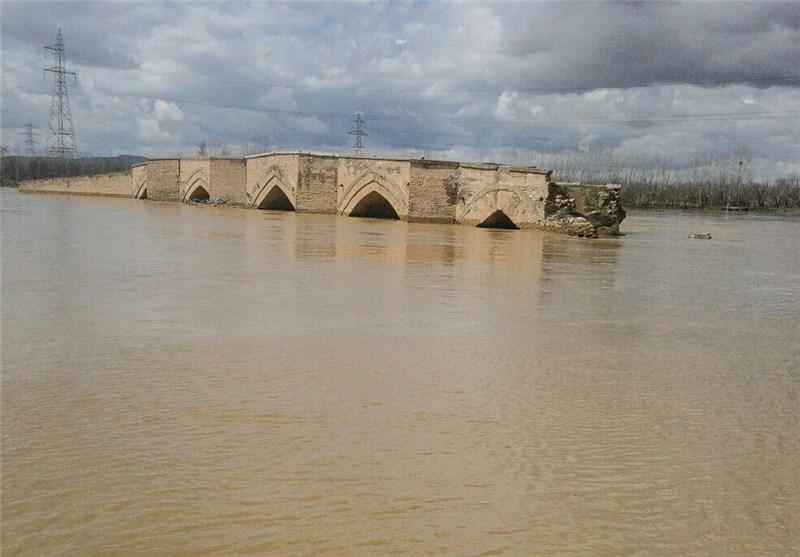
پل تاریخی میرزا رسول در جریان طغیان سیمینه رود در فروردین ۱۳۹۵

پل میرزا رسول مربوط به دوره قاجار است و در میاندوآب، جاده میاندوآب به مهاباد، روی رودخانه سیمینه‌رود واقع شده و این اثر در تاریخ ۲۹ تیر ۱۳۷۷ با شمارهٔ ثبت ۲۰۶۸ به‌عنوان یکی از آثار ملی ایران به ثبت رسیده است. طول این پل ۵۲ متر و تعداد دهانه‌های آن ۷ می‌بوده که ۵ دهانه آن سالم مانده است. مصالح بکار رفته در این بنا در قسمت پایه‌ها و سیل شکن‌ها، سنگ و در بقیه قسمتها آجر می‌باشد البته در هفته دوم فروردین ۱۳۹۵ بر اثر طغیان رودخانه سیمینه رود (تتئو یا تاتائو) قسمتهائی از این پل آسیب جدی دیده است.